# 馬克·法姆吉列蒂
馬克·法姆吉列蒂（英語：Mark Famiglietti，1979年9月26日—）是美國的一位演員。他出生于美國羅德島州。在大學期間，他就讀於紐約大學主修戲劇。他出演過的主要作品包括電視劇CSI犯罪現場等作品。

## 外部連結
- 馬克·法姆吉列蒂在互联网电影资料库（IMDb）上的資料（英文）